# Jeruzalémská synagoga
Jeruzalémská synagoga, též Jubilejní synagoga (císaře Františka Josefa I., hebrejsky בית כנסת היובל בפראג‎), je největší a jedna z nejmladších synagog v Praze. Nachází se v Jeruzalémské ulici na Novém Městě a byla postavena v letech 1905 až 1906 v maurském a secesním slohu, jako náhrada za Cikánovu, Velkodvorskou a Novou synagogu, které byly zbořeny během asanace pražského židovského ghetta.

## Název

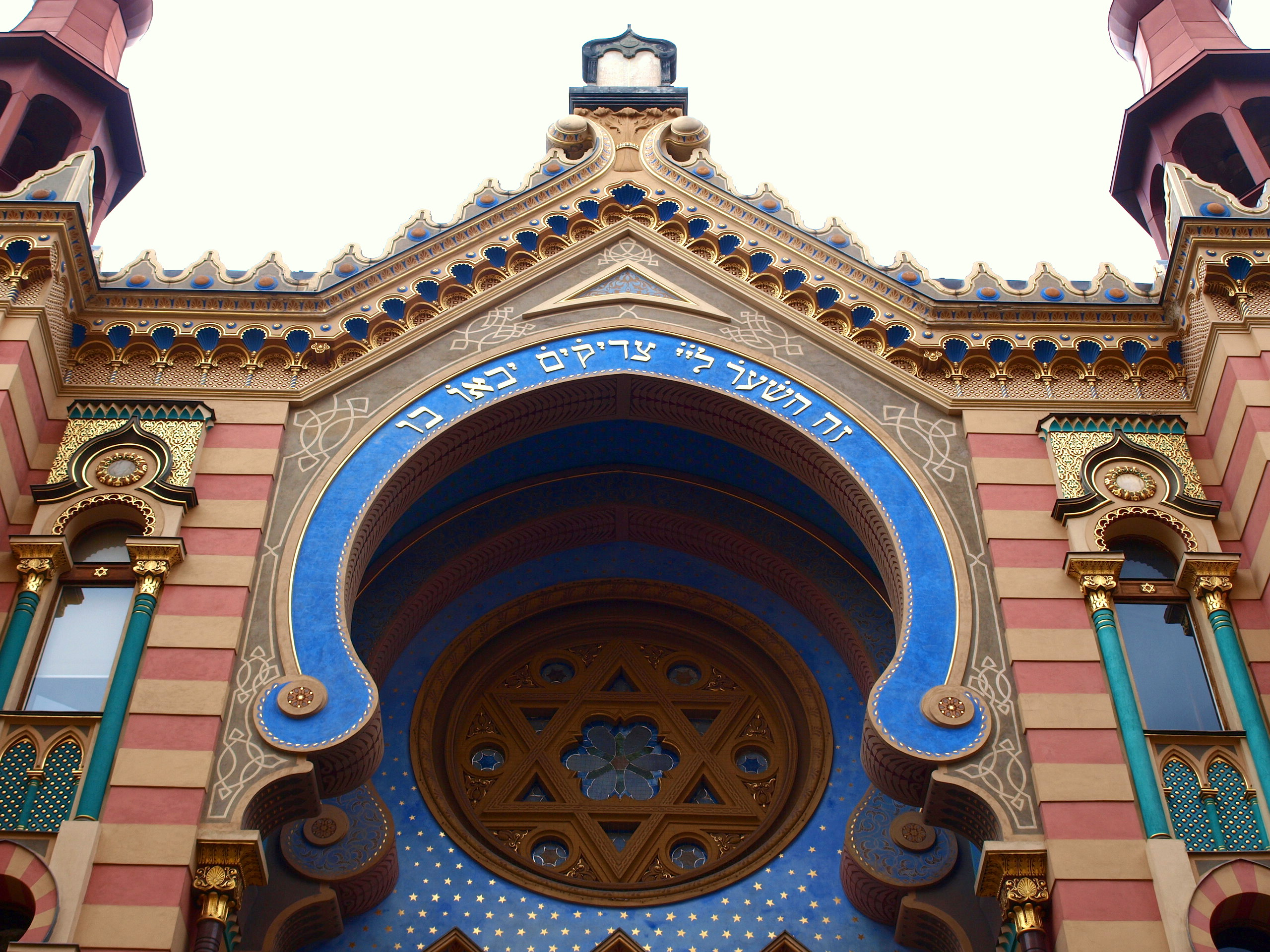
Detail průčelí s nápisem „Toto je brána Hospodinova, skrze ni vcházejí spravedliví“

Pro synagogu se používají dva názvy, a to Jubilejní a Jeruzalémská. První a zároveň původní označení, Jubilejní synagoga císaře Františka Josefa I., budova získala na počest 50. výročí nástupu Františka Josefa I. na trůn. Druhý název, který se ujal více, vychází z názvu ulice, v níž se synagoga nachází. V minulosti se též používal název Velká synagoga.

## Historie

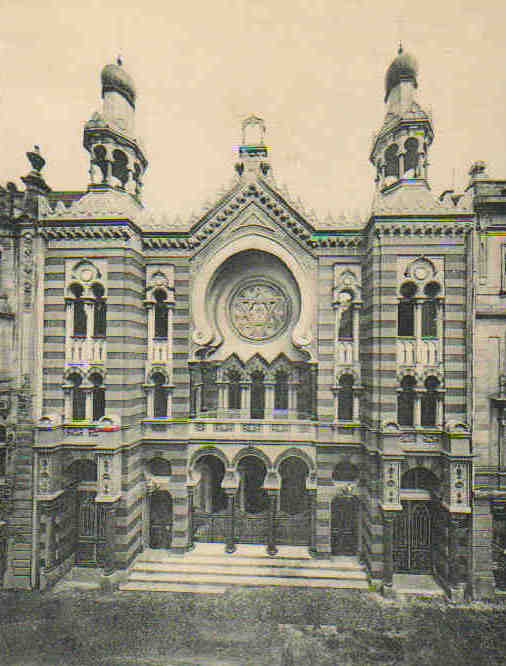
Dobová pohlednice (po roce 1905)

Po rozhodnutí o asanaci židovského ghetta vznikl v roce 1896 Israelitischer Synagogenverein in Prag (Israelitský synagogální spolek v Praze), neboť bylo třeba postavit novou synagogu, jako náhradu ze Cikánovu, Velkodvorskou a Novou synagogu, které měly být zbourány. V roce 1899 zakoupil spolek starý dům v Jeruzalémské ulici na Novém Městě, jakožto pozemek pro novou stavbu. První projekt na stavbu v novorománském duchu byl předložen ještě tentýž rok architektem Aloisem Richterem, druhý návrh od stavitele Josefa Linharta, v novogotickém slohu, roku 1901 a konečně v roce 1903 předložil zkušený vídeňský architekt mnoha synagog v Rakousko-Uhersku, Wilhelm Stiassny, návrh v maurském slohu, který byl roku následujícího schválen a tak se mohlo započít se stavbou.
K jedné z nejkurióznějších překážek ve výstavbě synagogy patří námitka vznesená pražským obecním starším Václavem Březnovským na IX. schůzi sboru obecních starších královského hlavního města Prahy, konané 3. září 1900, že „… Několik kroků dále stojí starobylý kostel sv. Jindřicha. Zpěv z jednoho kostela bude rušiti zpěv v druhém chrámu. …“. Stavba byla na náklady spolku zbudována stavitelem Aloisem Richterem mezi 26. červnem 1905 a 16. zářím 1906, kdy byla na svátek Simchat Tóra slavnostně zasvěcena. O rok později přešla z majetku spolku, který oficiálně zanikl, na pražskou židovskou obec.
Do začátku druhé světové války sloužila Jeruzalémská synagoga k bohoslužbám neologického charakteru. V roce 1931 v ní proběhlo první synagogální kázání v češtině a převládajícím jazykem kongregantů se od té doby stala čeština. Ještě v dubnu 1941 se v synagoze pořádala poslední židovská svatba. Nařízením zastupujícího říšského protektora Reinharda Heydricha byla synagoga v září 1941 uzavřena pro bohoslužebné účely a následně sloužila jako skladiště konfiskovaného židovského majetku (díky tomu byla do značné míry uchráněna devastace). Původní synagogální nábytek byl ze synagogy vystěhován nejprve do Španělské synagogy a poté pravděpodobně zničen. Bezprostředně po válce byla její činnost obnovena. Bohoslužby se zde pravidelně konají dodnes.
V rámci nedávné rekonstrukce byla objevena a obnovena původní výzdoba, sestávající z bohatě malovaných ornamentů ve stylu vídeňské secese. Při průzkumu nástěnných maleb byl v lednu 2003 pod mramorovou deskou vlevo od svatostánku objeven ukrytý pergamenový svitek – „Závěrečná listina“ z roku 1906, který obsahuje vylíčení historie stavby, údaje o stavebnících a stavitelích a seznam firem a řemeslníků, kteří se na podíleli na stavbě a výzdobě.
Jeruzalémská synagoga je posledním místem na světě, kde se doposud dochovaly v rámci liturgie melodie od slavného vídeňského skladatele Salomona Sulzera, např. Lecha dodi. Jako jeden z posledních klasických předválečných synagogálních kantorů zde mezi lety 1963 - 1994 působil doktor Moše Blum.

### Program záchrany architektonického dědictví
V rámci Programu záchrany architektonického dědictví bylo v letech 1995-2014 na opravu památky čerpáno 1 600 000 Kč.
| rok    | 1997 | 1998 |
| ------ | ---- | ---- |
| částka | 800  | 800  |

## Popis objektu

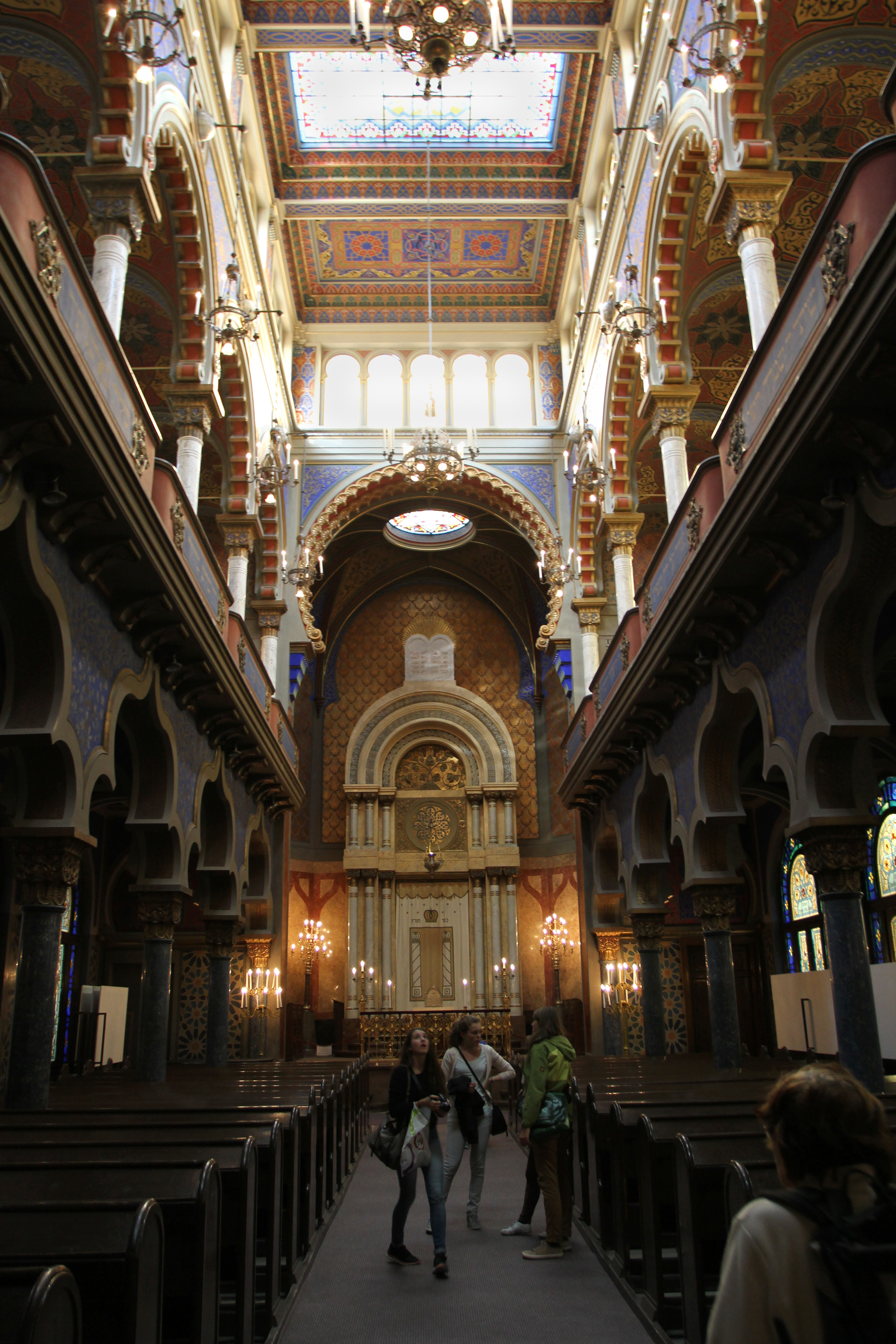
Interiér synagogy

Synagoga je příkladem secesní stylizace tzv. maurského slohu. Půdorys stavby tvoří trojlodí bazilikálního typu se dvěma příčnými křídly. Průčelí zdobí mohutný islámský oblouk s rosetovým oknem s Davidovou hvězdou a hebrejským nápisem okolo: זה השׄערׄ ליׄיׄ צדיקׄיםׄ יבאו בו‎, což znamená „Toto je brána Hospodinova, skrze ni vcházejí spravedliví“ (Žalm 118:20) (označená písmena představují židovský rok (5)666, tj. 1906 o.l., rok dokončení stavby). Štít průčelí vrcholí mramorovými deskami Desatera a dvěma věžičkami. Střední arkádu vstupního portiku lemuje biblický verš v hebrejštině: הלוא אב אחד לכלנו הלוא אל אחד בראנו‎, což je v češtině „Což nemáme my všichni jednoho Otce? Což nás nestvořil jediný Bůh?“ (Malachiáš 2:10). Tentýž verš se původně nacházel na obou krajních arkádách portika v češtině a v němčině. Za nacistické okupace byl nejprve stržen německý nápis a český byl rozdělen tak, aby pokrýval pravou i levou arkádu. Od roku 1941 byl stržen i český nápis. Jak český, tak německý nápis byly během rekonstrukce v roce 2019 obnoveny.
Dlouhý vnitřní prostor synagogy je rozdělen dvěma řadami sedmi islámských oblouků, nesoucích ženskou galerii. Předprseň galerie je zdobena biblickými citáty v hebrejštině. Nalevo od vstupu v hlavní lodi je umístěna nápisová deska, která sem byla přenesena z Cikánovy synagogy. Přízemí hlavní lodi i galerie jsou osvětleny velkými okny s vitrážemi. Bylo otázkou cti věnovat Spolku finanční dar, proto i některá okna mají nápisy v němčině či češtině, že byla věnována tou či onou rodinou. Vysoký svatostánek (aron ha-kodeš) je ozdoben reliéfem vinného keře a deskami Desatera.
Na západní empoře jsou umístěny rozměrné varhany a interiér doplňují četné tepané lustry.
Ve vestibulu se nachází pamětní deska císaře Františka Josefa I. je to jeden z mála císařových památníků který se v Českých zemích zachoval i po vzniku republiky a nikdy nebyl zničen.
Kromě hlavního vchodu se do synagogy vchází bočním vchodem, který vede na schodiště k ženské galerii, která dnes slouží jako prostor pro stálou expozici „Židovské památky a jejich rekonstrukce po roce 1989“ a další výstavy. Tam se také nachází vstup do malé modlitebny, ve které se dnes konají bohoslužby. Dnes se v synagoze konají bohoslužby v ortodoxním ritu.
Hmotově, půdorysně i svým členěním vychází stavba z o něco starší synagogy Polnische Schul, jež Stiassny vystavěl roku 1893 ve Vídni. Ta však byla zničena roku 1938 během tzv. Křišťálové noci.